# عسر الهضم
الهُضام أو عسر الهضم، المعروف أيضا باسم اضطراب المعدة (بالإنجليزية: Indigestion)‏ هو حالة طبية من ضعف الهضم. قد تشمل الأعراض امتلاء البطن العلوي، حرقة الفؤاد، غثيان، تجشؤ، أو ألم بطني علوي. قد يشعر الناس أيضا بالشبع في وقت أبكر مما كان متوقعا عند تناول الطعام. عسر الهضم شائع نسبيا، ويؤثر على 20٪ من الناس في مرحلة ما من حياتهم، وغالبا ما يحدث بسبب مرض الارتجاع المريئي أو التهاب المعدة.
يصنف عسر الهضم على أنه «عضوي» أو «وظيفي»، ولكن إجراء التشخيص يمكن أن يكون تحديا للأطباء. عسر الهضم العضوي هو نتيجة لمرض كامن، مثل التهاب المعدة، مرض القرحة الهضمية (قرحة في المعدة أو الاثني عشر) أو السرطان. عسر الهضم الوظيفي (الذي كان يسمى سابقا عسر الهضم غير التقرحي) هو عسر الهضم دون دليل على وجود مرض كامن. يقدر أن عسر الهضم الوظيفي يؤثر على حوالي 15٪ من عامة السكان في البلدان الغربية ويمثل غالبية حالات عسر الهضم.
في المرضى المسنين (60 عاما أو أكثر) أو الذين يعانون من أعراض مثيرة للقلق مثل صعوبة البلع، فقدان الوزن أو فقدان الدم، يوصى بالتنظير الداخلي (وهو إجراء يتم بموجبه إدخال كاميرا متصلة بأنبوب مرن أسفل الحلق وفي المعدة) لإجراء مزيد من التقييم وإيجاد سبب محتمل. في المرضى الذين تقل أعمارهم عن 60 عاما، يوصى بإجراء اختبار لبكتيريا الملوية البوابية وإذا كانت إيجابية، يوصى بعلاج العدوى.

## العلامات والأعراض

### أعراض
من المحتمل أن يبلغ المرضى الذين يعانون من عسر الهضم عن أحد الأعراض التالية أو مزيج منها أو جميعها:
- ألم أو إزعاج في الجزء العلوي من البطن
- الانتفاخ
- الشبع المبكر
- الامتلاء بعد الأكل
- غثيان مع أو بدون قيء
- فقدان الشهية
- أرجاع (قلس)

### علامات
قد يكون هناك حنان في البطن، ولكن هذه النتيجة غير محددة وليست مطلوبة لإجراء تشخيص. ومع ذلك، هناك علامات الفحص البدني التي قد تشير إلى تشخيص مختلف وسبب أساسي لعدم الراحة المبلغ عنها للمريض. تشير علامة كارنيت الإيجابية (الحنان البؤري الذي يزداد مع تقلص جدار البطن والجس) إلى مسببات تنطوي على عضلات جدار البطن. قد يشير التوزيع الجلدي للألم إلى اعتلال متعدد الجذور الصدري. قد يشير الحنان إلى الجس فوق الربع العلوي الأيمن، أو علامة ميرفي، إلى التهاب المرارة أو مشاكل المرارة.

### أعراض التنبيه
تعرف أيضا باسم ميزات الإنذار أو ميزات التنبيه أو الأعلام الحمراء أو علامات التحذير في أدبيات الجهاز الهضمي (GI).
يعتقد أن ميزات الإنذار مرتبطة بأمراض الجهاز الهضمي الخطيرة وتشمل:
- نزيف الجهاز الهضمي المزمن

- فقدان الوزن التدريجي غير المقصود
- صعوبة تدريجية في البلع (عسر البلع)
- القيء المستمر
- فقر الدم الناجم عن عوز الحديد
- فقر الدم الخبيث (نقص فيتامين بي12)
- كتلة شرسوفية

## الأسباب
عسر الهضم هو تشخيص يتعلق بمزيج من الأعراض التي يمكن أن تعزى إلى أسباب «عضوية» أو «وظيفية». يجب أن يكون لعسر الهضم العضوي نتائج مرضية عند التنظير الداخلي، مثل القرحة في بطانة المعدة في مرض القرحة الهضمية. بمن غير المرجح أن يتم اكتشاف عسر الهضم الوظيفي عند التنظير الداخلي ولكن يمكن تقسيمه إلى نوعين فرعيين، متلازمة الألم الشرسوفي (EPS) ومتلازمة الضائقة ما بعد الأكل (PDS). الإضافة إلى ذلك، يمكن أن يحدث عسر الهضم بسبب الأدوية، الطعام، أو عمليات الأمراض الأخرى.

### عسر الهضم العضوي
يحدث في وجود سبب عضوي، جهازي، أو أيضي ثابت مع حل الأعراض أو تحسنها بعد حل السبب الكامن.
عسر الهضم العضوي يمكن أن يكون بسبب:
- التهاب المريء، وهو التهاب في المريء ناتج عن الارتجاع المعدي المريئي.
- التهاب المعدة تشمل القرحة الهضمية، العدوى مثل الملوية البوابية، بعض الأدوية مثل مضادات الالتهاب غير الستيروئيدية، أو يمكن أن يكون مناعيا ذاتيا.
- مرض البنكرياس الصفراوي وتشمل هذه تحص صفراوي، التهاب البنكرياس المزمن وسرطان البنكرياس.
- التهاب الإثني عشر الجزئي الناجم عن الكائنات الحية الدقيقة في الأمعاء الاثني عشر المتغيرة

### عسر الهضم الوظيفي
عسر الهضم الوظيفي هو سبب شائع لحرقة الفؤاد المزمنة. أكثر من 70٪ من الناس ليس لديهم سبب عضوي واضح لأعراضهم بعد التقييم. قد تنشأ الأعراض من تفاعل معقد من زيادة الحساسية الحشوية الواردة أو تأخر إفراغ المعدة (خزل المعدة) أو ضعف الإقامة في الطعام. يرتبط القلق أيضا بعسر الهضم الوظيفي. في بعض الناس، يظهر قبل ظهور أعراض الأمعاء؛ في حالات أخرى، يتطور القلق بعد ظهور الاضطراب، مما يشير إلى أن اضطراب المحور الدماغي المعودي قد يكون سببا محتملا. على الرغم من أنها حميدة، إلا أن هذه الأعراض قد تكون مزمنة ويصعب علاجها. يمكن أن يكون بسبب:
- متلازمة الألم الشرسوفي (EPS)
- متلازمة الضائقة ما بعد الأكل (PDS)

### أسباب أخرى
- قد يكون سبب عسر الهضم الحاد المحدود ذاتيا هو الإفراط في تناول الطعام، تناول الطعام بسرعة كبيرة، تناول الأطعمة الغنية بالدهون، تناول الطعام أثناء المواقف العصيبة أو شرب الكثير من الكحول أو القهوة.
- كما تبين أن الأعشاب الشائعة تسبب عسر الهضم، مثل توت الصفصاف الأبيض، الثوم، الجنكة، توت الشجرة العفيف، بلميط منشاري، وأقحوان.
- يمكن أن يساهم القمح والدهون الغذائية في عسر الهضم وتشير إلى أن الأطعمة الغنية بالكربوهيدرات قصيرة السلسلة (فودماب) قد ترتبط بعسر الهضم. يشير هذا إلى أن تقليل أو استهلاك نظام غذائي خال من الغلوتين و/أو قليل الدسم و/أو حمية فودماب قد يحسن الأعراض.
- تسبب العديد من الأدوية عسر الهضم، بما في ذلك الأسبرين، الأدوية غير الستيرويدية المضادة للالتهابات (مضادات الالتهاب غير الستيروئيدية)، المضادات الحيوية (المترونيدازول والماكروليدات)، موسعات الشعب الهوائية (الثيوفيلين) وأدوية السكري (الأكوربوز، الميتفورمين، مثبط ألفا جلوكوزيداز، مضادات مستقبلات GLP-1)، الأدوية الخافضة للضغط (مثبطات الإنزيم المحول للأنجيوتنسين [ACE]، ومضاد مستقبلات الأنجيوتنسين الثاني)، وعوامل خفض الكوليسترول (النياسين، والألياف)، والأدوية العصبية والنفسية (مثبطات الكولينستراز [دونيبيزيل، ريفاستيغمين])، و SSRIs (فلوكستين، سيرترالين)، مثبطات امتصاص السيروتونين والنورادرينالين (فينلافاكسين، دولوكسيتين)، أدوية باركنسون (ناهض الدوبامين، مثبطات أوكسيديز أحادي الأمين [MAO] -B)، أدوية إنقاص الوزن (أورليستات)، الكورتيكوستيرويدات، الإستروجين، الديجوكسين، الحديد، والمواد الأفيونية.
- بعض الأمراض الجهازية المزمنة.

## العلاج
إذا كان المريض يعاني مع عسر الهضم من قرحة هضمية فيجب علاج القرحة للتخلص من عسر الهضم وأفضل علاج هو العلاج الثلاثي للقرحة.
أيضا يجب على الطبيب مراجعة الأدوية التي يتناولها المريض فقد يكون أحد الأدوية التي يتناولها المريض تسبب له عسر الهضم وفي هذه الحالة يجب تعديل أدوية المريض. قد يحتاج المريض لمزيد من الاستقصاءات والفحوص المخبرية والشعاعية وربما التنظير الهضمي لتحديد سبب وعلاج عسر الهضم.